# Olympische Sommerspiele 1948/Ringen
Bei den XIV. Olympischen Spielen 1948 in London fanden 16 Wettbewerbe im Ringen statt, je acht im Freistil und im griechisch-römischen Stil. Austragungsort war die Harringay Arena im Stadtteil Harringay. Auf dem Programm stand je eine Gewichtsklasse mehr als zuvor.

## Bilanz

### Medaillenspiegel
| Platz | Land               | Gold | Silber | Bronze | Gesamt |
| ----- | ------------------ | ---- | ------ | ------ | ------ |
| 1     | Türkei             | 6    | 4      | 1      | 11     |
| 2     | Schweden           | 5    | 5      | 3      | 13     |
| 3     | Vereinigte Staaten | 2    | 1      | 1      | 4      |
| 4     | Ungarn             | 1    | 1      | 2      | 4      |
| 5     | Finnland           | 1    | 1      | 1      | 3      |
| 6     | Italien            | 1    | –      | 2      | 3      |
| 7     | Schweiz            | –    | 1      | 2      | 3      |
| 8     | Australien         | –    | 1      | 1      | 2      |
| 8     | Ägypten            | –    | 1      | 1      | 2      |
| 10    | Norwegen           | –    | 1      | –      | 1      |
| 11    | Dänemark           | –    | –      | 1      | 1      |
| 11    | Frankreich         | –    | –      | 1      | 1      |

### Medaillengewinner
| Konkurrenz        | Gold             | Silber                  | Bronze          |
| ----------------- | ---------------- | ----------------------- | --------------- |
| Fliegengewicht    | Lennart Viitala  | Halit Balamir           | Thure Johansson |
| Bantamgewicht     | Nasuh Akar       | Gerald Leeman           | Charles Kouyos  |
| Federgewicht      | Gazanfer Bilge   | Ivar Sjölin             | Adolf Müller    |
| Leichtgewicht     | Celal Atik       | Gösta Jönsson-Frändfors | Hermann Baumann |
| Weltergewicht     | Yaşar Doğu       | Richard Garrard         | Leland Merrill  |
| Mittelgewicht     | Glen Brand       | Adil Candemir           | Erik Lindén     |
| Halbschwergewicht | Henry Wittenberg | Fritz Stöckli           | Bengt Fahlkvist |
| Schwergewicht     | Gyula Bóbis      | Bertil Antonsson        | Jim Armstrong   |

| Konkurrenz        | Gold              | Silber            | Bronze           |
| ----------------- | ----------------- | ----------------- | ---------------- |
| Fliegengewicht    | Pietro Lombardi   | Kenan Olcay       | Reino Kangasmäki |
| Bantamgewicht     | Kurt Pettersén    | Ali Mahmud Hassan | Halil Kaya       |
| Federgewicht      | Mehmet Oktav      | Olle Anderberg    | Ferenc Tóth      |
| Leichtgewicht     | Gustav Freij      | Aage Eriksen      | Károly Ferencz   |
| Weltergewicht     | Gösta Andersson   | Miklós Szilvási   | Henrik Hansen    |
| Mittelgewicht     | Axel Grönberg     | Muhlis Tayfur     | Ercole Gallegati |
| Halbschwergewicht | Karl-Erik Nilsson | Kelpo Gröndahl    | Ibrahim Orabi    |
| Schwergewicht     | Ahmet Kireççi     | Tor Nilsson       | Guido Fantoni    |

## Ergebnisse Freistil

### Fliegengewicht (bis 52 kg)
| Platz | Land | Sportler        |
| ----- | ---- | --------------- |
| 1     | FIN  | Lennart Viitala |
| 2     | TUR  | Halit Balamir   |
| 3     | SWE  | Thure Johansson |
| 4     | IRN  | Mansour Raisi   |
| 5     | FRA  | Pierre Baudric  |
| 6     | IND  | Khashaba Jadhav |
| 7     | USA  | Billy Jernigan  |
| 8     | GBR  | Harry Parker    |

Datum: 29. bis 31. Juli 1948 

11 Teilnehmer aus 11 Ländern

### Bantamgewicht (bis 57 kg)
| Platz | Land | Sportler            |
| ----- | ---- | ------------------- |
| 1     | TUR  | Nasuh Akar          |
| 2     | USA  | Gerald Leeman       |
| 3     | FRA  | Charles Kouyos      |
| 4     | BEL  | Joseph Trimpont     |
| 5     | HUN  | Lajos Bencze        |
| 5     | GBR  | Raymond Cazaux      |
| 5     | SWE  | Erik Persson        |
| 5     | EGY  | Sayed Hafez Shehata |

Datum: 29. bis 31. Juli 1948 

15 Teilnehmer aus 15 Ländern

### Federgewicht (bis 62 kg)
| Platz | Land | Sportler             |
| ----- | ---- | -------------------- |
| 1     | TUR  | Gazanfer Bilge       |
| 2     | SWE  | Ivar Sjölin          |
| 3     | SUI  | Adolf Müller         |
| 4     | FIN  | Paavo Hietala        |
| 4     | HUN  | Ferenc Tóth          |
| 6     | USA  | Hal Moore            |
| 7     | BEL  | Antoine Raeymaeckers |
| 8     | EGY  | Ibrahim Abdel Hamid  |

Datum: 29. bis 31. Juli 1948 

17 Teilnehmer aus 17 Ländern

### Leichtgewicht (bis 67 kg)
| Platz | Land | Sportler                |
| ----- | ---- | ----------------------- |
| 1     | TUR  | Celal Atik              |
| 2     | SWE  | Gösta Jönsson-Frändfors |
| 3     | SUI  | Hermann Baumann         |
| 4     | ITA  | Garibaldo Nizzola       |
| 5     | USA  | Bill Koll               |
| 6     | KOR  | Kim Seog-yeong          |
| 6     | FIN  | Sulo Leppänen           |
| 8     | HUN  | László Bakos            |

Datum: 29. bis 31. Juli 1948 

18 Teilnehmer aus 18 Ländern

### Weltergewicht (bis 73 kg)
| Platz | Land | Sportler              |
| ----- | ---- | --------------------- |
| 1     | TUR  | Yaşar Doğu            |
| 2     | AUS  | Richard Garrard       |
| 3     | USA  | Leland Merrill        |
| 4     | FRA  | Jean-Baptiste Leclerc |
| 5     | HUN  | Kálmán Sóvári         |
| 6     | SWE  | Frans Westergren      |
| 7     | SUI  | Willy Angst           |
| 7     | KOR  | Hwang Byeong-gwan     |
| 7     | CAN  | Harry Peace           |
| 7     | IRN  | Abbas Zandi           |

Datum: 29. bis 31. Juli 1948 

16 Teilnehmer aus 16 Ländern

### Mittelgewicht (bis 79 kg)
| Platz | Land | Sportler       |
| ----- | ---- | -------------- |
| 1     | USA  | Glen Brand     |
| 2     | TUR  | Adil Candemir  |
| 3     | SWE  | Erik Lindén    |
| 4     | RSA  | Calie Reitz    |
| 5     | FIN  | Paavo Sepponen |
| 6     | FRA  | André Brunaud  |
| 7     | SUI  | Paul Dätwyler  |
| 8     | CAN  | Maurice Vachon |
|       |      |                |
| 13    | AUT  | Anton Vogel    |

Datum: 29. bis 31. Juli 1948 

16 Teilnehmer aus 16 Ländern

### Halbschwergewicht (bis 87 kg)
| Platz | Land | Sportler          |
| ----- | ---- | ----------------- |
| 1     | USA  | Henry Wittenberg  |
| 2     | SUI  | Fritz Stöckli     |
| 3     | SWE  | Bengt Fahlkvist   |
| 4     | CAN  | Fernand Payette   |
| 5     | TUR  | Muharrem Candaş   |
| 6     | RSA  | Patrick Morton    |
| 7     | GRE  | Spyros Defteraios |
| 7     | BEL  | Karel Istaz       |
| 7     | GBR  | Johnny Sullivan   |
| 7     | ITA  | Oscar Verona      |

Datum: 29. bis 31. Juli 1948 

15 Teilnehmer aus 15 Ländern

### Schwergewicht (über 87 kg)
| Platz | Land | Sportler              |
| ----- | ---- | --------------------- |
| 1     | HUN  | Gyula Bóbis           |
| 2     | SWE  | Bertil Antonsson      |
| 3     | AUS  | Jim Armstrong         |
| 4     | TUR  | Sadik Esen            |
| 5     | IRN  | Abdul Ghasem Sahkdari |
| 5     | TCH  | Josef Růžička         |
| 7     | USA  | Dick Hutton           |
| 8     | GBR  | Fred Oberlander       |
| 9     | SUI  | Willy Lardon          |

Datum: 29. bis 31. Juli 1948 

9 Teilnehmer aus 9 Ländern

## Ergebnisse griechisch-römischer Stil

### Fliegengewicht (bis 52 kg)
| Platz | Land | Sportler         |
| ----- | ---- | ---------------- |
| 1     | ITA  | Pietro Lombardi  |
| 2     | TUR  | Kenan Olcay      |
| 3     | FIN  | Reino Kangasmäki |
| 4     | SWE  | Malte Möller     |
| 5     | HUN  | Gyula Szilágyi   |
| 6     | NOR  | Frithjof Clausen |
| 7     | EGY  | Mohamed Abdel-El |
| 7     | ARG  | Manuel Varela    |

Datum: 3. bis 6. August 1948 

13 Teilnehmer aus 13 Ländern

### Bantamgewicht (bis 57 kg)
| Platz | Land | Sportler          |
| ----- | ---- | ----------------- |
| 1     | SWE  | Kurt Pettersén    |
| 2     | EGY  | Ali Mahmud Hassan |
| 3     | TUR  | Halil Kaya        |
| 4     | FIN  | Taisto Lempinen   |
| 5     | ARG  | Elvidio Flamini   |
| 6     | HUN  | Lajos Bencze      |
| 6     | NOR  | Reidar Merli      |
| 8     | GRE  | Nikolaos Biris    |

Datum: 3. bis 6. August 1948 

13 Teilnehmer aus 13 Ländern

### Federgewicht (bis 62 kg)
| Platz | Land | Sportler         |
| ----- | ---- | ---------------- |
| 1     | TUR  | Mehmet Oktav     |
| 2     | SWE  | Olle Anderberg   |
| 3     | HUN  | Ferenc Tóth      |
| 4     | AUT  | Georg Weidner    |
| 5     | ITA  | Luigi Campanella |
| 6     | NOR  | Egil Solsvik     |
| 6     | LIB  | Safi Taha        |
| 6     | FIN  | Erkki Talosela   |

Datum: 3. bis 6. August 1948 

17 Teilnehmer aus 17 Ländern

### Leichtgewicht (bis 67 kg)
| Platz | Land | Sportler          |
| ----- | ---- | ----------------- |
| 1     | SWE  | Gustav Freij      |
| 2     | NOR  | Aage Eriksen      |
| 3     | HUN  | Károly Ferencz    |
| 4     | LIB  | Charif Damage     |
| 5     | NED  | Johannes Munnikes |
| 6     | TUR  | Ahmet Şenol       |
| 6     | GRE  | Georgios Petmezas |
| 6     | FIN  | Eino Virtanen     |
|       |      |                   |
| 16    | SUI  | Alfred Jauch      |

Datum: 3. bis 6. August 1948 

17 Teilnehmer aus 17 Ländern

### Weltergewicht (bis 73 kg)
| Platz | Land | Sportler          |
| ----- | ---- | ----------------- |
| 1     | SWE  | Gösta Andersson   |
| 2     | HUN  | Miklós Szilvási   |
| 3     | DEN  | Henrik Hansen     |
| 4     | FRA  | René Chesneau     |
| 4     | FIN  | Veikko Männikkö   |
| 4     | AUT  | Josef Schmidt     |
| 7     | NOR  | Bjørn Cook        |
| 8     | ITA  | Luigi Rigamonti   |
|       |      |                   |
| 13    | SUI  | Robert Diggelmann |

Datum: 3. bis 6. August 1948 

16 Teilnehmer aus 16 Ländern

### Mittelgewicht (bis 79 kg)
| Platz | Land | Sportler            |
| ----- | ---- | ------------------- |
| 1     | SWE  | Axel Grönberg       |
| 2     | TUR  | Muhlis Tayfur       |
| 3     | ITA  | Ercole Gallegati    |
| 4     | BEL  | Jean-Baptiste Benoy |
| 5     | NOR  | Kaare Larsen        |
| 6     | FIN  | Juho Kinnunen       |
| 7     | HUN  | Gyula Németi        |
| 8     | SUI  | Ernst Kolb          |
| 8     | AUT  | Anton Vogel         |

Datum: 3. bis 6. August 1948 

13 Teilnehmer aus 13 Ländern

### Halbschwergewicht (bis 87 kg)
| Platz | Land | Sportler               |
| ----- | ---- | ---------------------- |
| 1     | SWE  | Karl-Erik Nilsson      |
| 2     | FIN  | Kelpo Gröndahl         |
| 3     | EGY  | Ibrahim Orabi          |
| 4     | HUN  | Gyula Kovács           |
| 5     | GBR  | Kenneth Richmond       |
| 6     | DEN  | Erling Stuer Lauridsen |
| 7     | AUT  | Peter Enzinger         |
| 8     | BEL  | Karel Istaz            |
|       |      |                        |
| 11    | SUI  | Albin Dannacher        |

Datum: 3. bis 6. August 1948 

14 Teilnehmer aus 14 Ländern

### Schwergewicht (über 87 kg)
| Platz | Land | Sportler           |
| ----- | ---- | ------------------ |
| 1     | TUR  | Ahmet Kireççi      |
| 2     | SWE  | Tor Nilsson        |
| 3     | ITA  | Guido Fantoni      |
| 4     | FIN  | Taisto Kangasniemi |
| 5     | HUN  | József Tarányi     |
| 6     | SUI  | Moritz Inderbitzin |
| 7     | ARG  | Ernesto Noya       |
| 7     | GBR  | Len Pidduck        |
| 9     | TCH  | Josef Růžička      |

Datum: 3. bis 6. August 1948 

9 Teilnehmer aus 9 Ländern